# Kostel svaté Anny (Holešov)
Kostel svaté Anny  je barokní kostel z 1. poloviny 18. století, který byl součástí areálu s klášterem řádu trinitářů v bezprostřední blízkosti zámku. Jako filiální kostel patří do římskokatolické farnosti Holešov v rámci olomoucké arcidiecéze. Je zapsán na seznamu kulturních památek České republiky.

## Historie
Kostel byl postaven na místě původní bratrské modlitebny ze 16. století, která stála v bezprostřední blízkosti zámku. V roce 1584 k ní byla přistavěna renesanční věž. Po příchodu jezuitů do Holešova  během rekatolizace dal majitel panství  Ladislav Popel mladší z Lobkovic modlitebnu přeměnit na katolický kostel zasvěcený svaté Anně.   Kostel vysvětil 15. května 1616 olomoucký biskup, kardinál František z Ditrichštejna, farářem byl jmenován Jan Sarkander. V tomto období byl ve druhém patře věže vybudován klenutý depozitář. Po  odchodu jezuitů z Holešova kostel od roku 1626 chátral, pouze o některých svátcích se v něm konaly bohoslužby a církevní slavnosti.
O obnovení kostela rozhodl hrabě František Antonín z Rottalu, který jej nechal přestavět v letech 1742–1748. Bylo ponecháno původní obvodové zdivo lodi a jádro věže, postaveno nové kněžiště se sakristií a oratoří v patře, pod lodí upravena krypta a pořízena nová vnitřní výzdoba.  Ke kostelu bylo v roce 1747 přistavěno  klášterní křídlo o několika pokojích, s jídelnou a kuchyni pro pět příslušníků řádu trinitářů. Stavitelem byl  Tomáš Sturm st., který působil dlouhá léta ve službách Rottalů. Řeholní dům i kostel trinitářů stavebně včlenil do zámeckého komplexu, a stal se tak jeho nedílnou součástí.  Vysvěcení kostela a uvedení trinitářů se konalo 26. července 1748 za přítomnosti biskupa kardinála Troyera.  Trinitáři se zavázali denně  sloužit dvě mše svaté, jednu za živé členy rodiny hraběte z Rottalu v kostele sv. Anny, druhou za zemřelé členy téhož rodu v Černé kapli při kostele Nanebevzetí Panny Marie. V letech 1748–1750 byla na druhé straně kostela přistavěna druhá klášterní budova.  V letech 1752–1754 byl kostel rozšířen o  boční kapli sv. Famiána ( později nazývána kaplí sv. Kosmy a Damiána).  Roku 1754 vytvořil a nainstaloval varhany na kůru Ignác Foglar (Vogler) st. z Valašského Meziříčí. V roce 1783 byl klášter zrušen v rámci josefínských reforem.  Řeholní dům byl přeměněn na obydlí pro chudinu a nastal nový úpadek kostela. Za hraběte Rudolfa z Vrbna  se kostel vrátil katolické církvi a v roce 1882 byl opraven. Jako filiální kostel byl na přelomu 19. a 20. století používán k bohoslužbám pro studenty a žáky holešovských škol.
Od poloviny 50. let 19. století až do 30. let 20. století mělo v areálu  sídlo hejtmanství rozlehlého okresu Holešov. Po válce se nehygienické a neobyvatelné byty dočkaly oprav v letech 1961–1962, dále pak v období 1988–1989. Komplexní renovace kostela  proběhla v letech 1963–1974. V této souvislosti byla objevena v kapli svatého Kosmy a Damiána  původní  nástropní malba Josefa Františka Pilze s motivem Svaté Trojice a řadou světců spojených s řádem Trinitářů. Během restaurování  byla objevena také iluzivní a dekorativní  výmalba kaple v rokokovém stylu  na bočních zdech, špaletách oken a v nice bočního oltáře.
Od roku 2006 probíhaly opravy, které  měly zamezit pronikání vlhkosti do zdí kostela na severní a jižní straně. Postupně byly restaurovány i jednotlivé boční oltáře. Po roce 2010 město Holešov přistoupilo k realizaci proměny okolí kostela, při které byly rekonstruovány přilehlé domy, zbytky barokní zdi i brány do areálu a upraveno náměstí svaté Anny. V roce 2020 byl před  kostelem sv. Anny instalován Památník Smíření ve formě kovového stromu a  v oratoři kostela zřízena Pamětní síň sv. Jana Sarkandera, v níž jsou  k vidění artefakty připomínající jeho dobu, písemnosti, obrazy a další inventář.

## Popis

### Exteriér

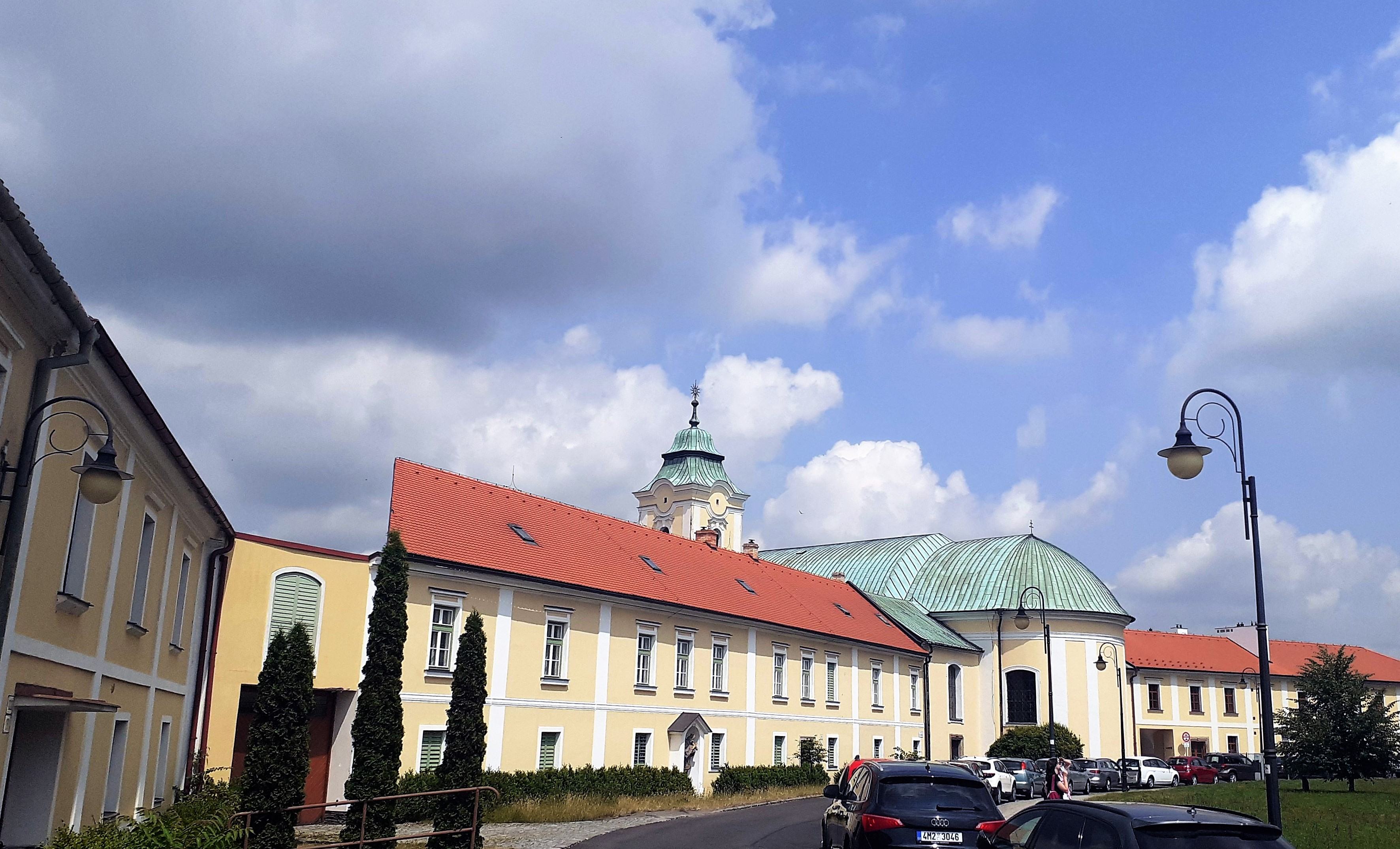
Bývalý klášter Trinitářů s kostelem sv. Anny (pohled od zámku)

Hodnotná sakrální stavba kostela, založeného v období pozdní renesance, později barokně přestavěná, je nedílnou součástí historické zástavby na nám. sv.  Anny, která svým půdorysem kopíruje  původní křivku hradeb, situovaných v bezprostřední blízkosti zámku.  Kostel sv. Anny tvoří dominantu areálu a je  z obou stran obklopený jednopatrovými  objekty bývalého trinitářského kláštera, které na západní straně spojuje ohradní zeď s branami s řadovými budovami tzv.  předzámčí. Ve výklenku předsazeném před jednou z budov předzámčí  je umístěna  socha Jana Nepomuckého.  Před kostelem sv. Anny  byl počátkem 21. století instalován Památník Smíření, jehož autorem je sochař Ondřej Oliva. Kovová socha ve tvaru stromu  symbolizuje smíření jednotlivých náboženství, která se v Holešově střetávala (katolické, protestantské a židovské).
Kostel sv. Anny je jednoduchá jednolodní barokní stavba (36 m dlouhá a 13,5 m široká) s půlkruhovým závěrem kněžiště a  vysokou hranolovou věží. K severní zdi přiléhá čtyřboká sakristie s oratoří v patře začleněná do křídla řádového domu. Na druhé straně je symetricky umístěna kaple sv. Kosmy a Damiána. Fasáda kostela  je jednouchá, členěná lizénami. Západní průčelí tvoří představěná věž s hlavním vstupem, ke kterému vedou tři schodišťové stupně zakončené širokou podestou. Věž je římsami rozdělena na tři  podlaží různé výšky, v každém patře je okno s půlkruhovým záklenkem. Zvonice s čabrakovým parapetem a zalamovanou římsou je zakončena  plechovou zvonovou střechou a symbolem slunce na špici. Původně zde byly tři zvony, které byly v roce 1917 zrekvírovány pro válečné účely. Oba rohy mezi zdí věže a kostela vyplňují do výše jednoho patra půlkruhové přístavky s šikmou střechou a malými oválnými okénky. Boční vstup do kostela je v severní zdi lodi.

### Interiér
Loď je zaklenuta valenou klenbou na pasech, mezi pilastry na bočních zdech jsou mělké oltářní výklenky.  Jsou v nich dvě dvojice protějškových zděných oltářů se štukovou výzdobou. Na podstavcích jsou umístěny schránky s relikviemi, mezi nimi relikviář s ostatky sv. Jana Sarkandera. Do lodi vybíhá konvexní zděná kruchta na třech arkádových obloucích zakončených římsou, nad kterou je vyzděná poprseň zdobená dekorativním  štukovým pásem.

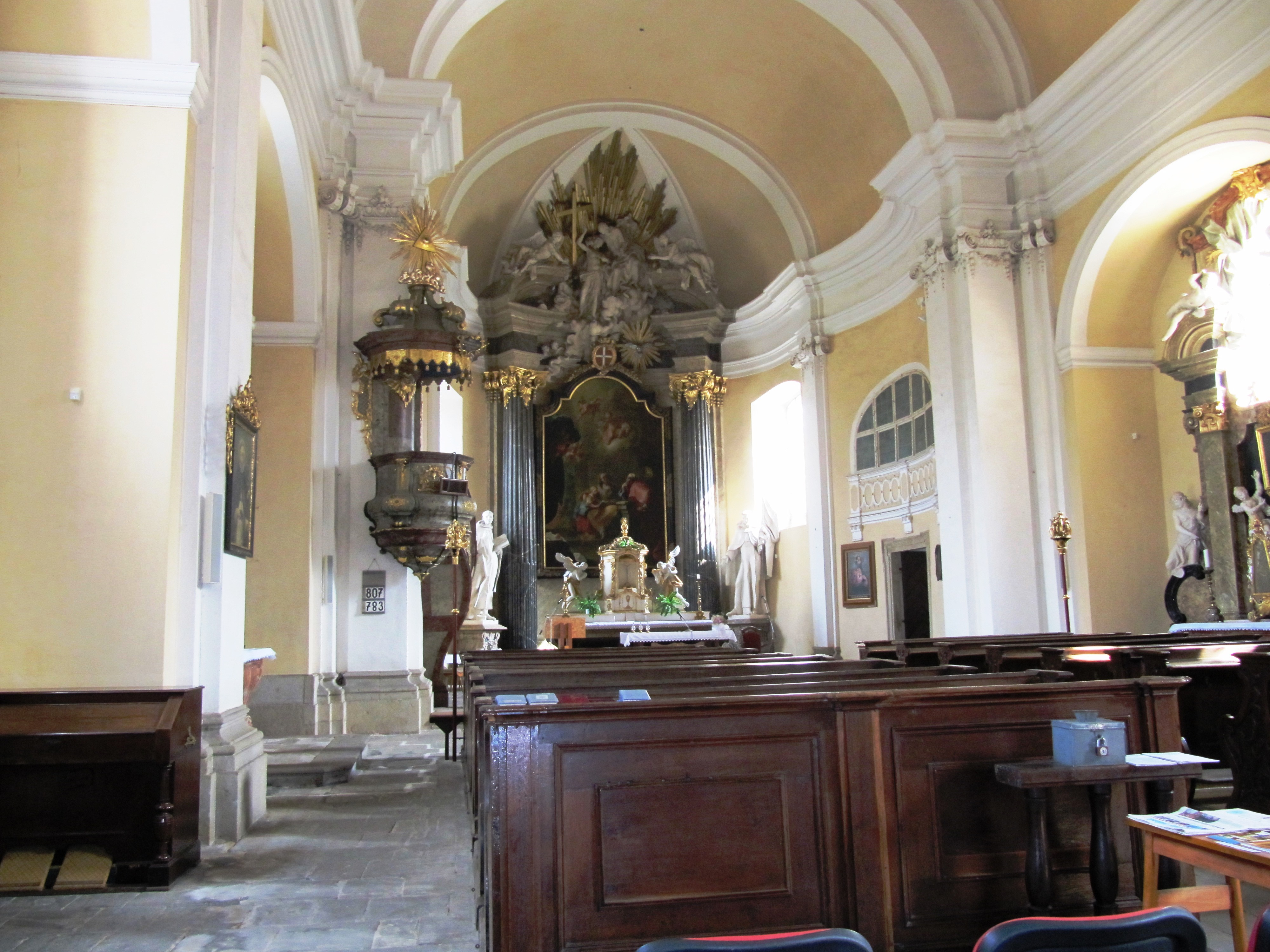
Interiér kostela sv. Anny (napravo vstup do kaple sv. Kosmy a Damiána)

Mezi sloupy hlavního oltáře v lodi je umístěn obraz sv. Anny vyučující Pannu Marii od Františka Antonína Palka. Nad ním  štuková kompozice Svaté Trojice od Ondřeje Zahnera, který je také autorem soch zakladatelů řádu trinitářů sv. Felixe z Valois  a  Jana z Mathy u paty sloupů. Na zřizovatele kostela odkazuje erb rodu Rottalů nad rámem  oltářního obrazu. V kostele bylo vybudováno  pět bočních oltářů, dva na levé straně a tři na pravé straně lodi, jejichž štukovou výzdobu provedl Ondřej Zahner.  Obrazy Panny Marie Pomocné, sv. Peregrína a  Petra z Alcantary pro boční oltáře  namaloval kolem roku 1751 Josef František Pilz.
Za vítězným obloukem jsou protilehlé vstupy do sakristie s oratoří a kaple sv. Kosmy a Damiána. V oratoři  byla zřízena pamětní síň místního faráře Jana Sarkandera. Nad vchodem do kaple  je ve zdi  iluzivně namalováno slepé okno. V kapli  se dochovala výmalba stropu a stěn provedená  Josefem Františkem Pilzem.  Hlavní oltář v kapli  tvoří zděné pilastrové retabulum s obrazem Panny Marie Pomocné, který sem byl druhotně umístěn. Po stranách má sochy sv. Kosmy a sv. Damiána, uprostřed stojí menší socha sv. Terezie z Lisieux. Nad oltářem je šest hlaviček andílků v oblacích, svatozář a Boží oko.  Na bočním oltáři je obraz sv. Petra z Alcantary  a po stranách sochy sv. Františka z Pauly a sv. Terezie z Avily, kteří byli patrony donátorů kaple Františka Antonína z Rottalu a jeho druhé ženy Terezie z Kamern.
Zavěšená kazatelna z poloviny 18. století, zdobená ornamenty s mřížkami, zvonečky a čabrakami, je přístupná schodištěm ode dveří do sakristie. Nad stříškou s volutami je Boží oko ve svatozáři.  Lavice jsou na čelech a bocích  zdobeny vyřezávanými úponky, 3 postavníky označují místa vymezená příslušníkům řemeslných cechů (řeznický, tkalcovský a pekařský s mlynářským).  Dvě  barokní skříňové  zpovědnice po stranách vstupu do hlavní lodi mají na dvířkách vyřezávané reliéfy sv. Petra a sv. Marie Magdaleny.
Za varhanami na kruchtě  visí postní obraz, původně z farního kostela  Nanebevzetí Panny Marie.